# Rozhledna Babina
Rozhledna Babina (též známá jako Rozhledna na Babí hoře) je dřevěná rozhledna, nachází se na návrší Babí hora v nadmořské výšce 446 m n. m. asi 4 km jihovýchodně od centra Tábora. Dřevěná konstrukce má dvanáct svislých tlakově naimpregnovaných smrkových sloupů s vodorovnými dubovými rošty, které tvoří podlahy a střechu. Vystavěná dřevostavba na betonové základové desce s rozšířeným nižším vyhlídkovým ochozem ve výšce 3 m, vyšším vyhlídkovým ochozem ve výšce 6 m, na který vede 20 schodů, je celkově vysoká cca 9 m.

## Historie a technická data
První záměr postavit na Babí hoře, cca 4 km od centra Tábora, turistickou rozhlednu pocházejí do roku 2011, tehdy Správa lesů města Tábora s.r.o. podala za tímto účelem žádost o společné územní a zahájení stavebního řízení. Projekt připravil Ing. arch. Martin Jirovský, Ph.D. z Ateliéru M.A.A.T. s.r.o. z Tábora. Úpravu přístupové komunikace a vlastní stavbu rozhledny provedla v březnu a dubnu 2015 pražská firma LEKON TSK s.r.o. za cca 1,1 mil. Kč (na stavbu se podařilo získat dotace 600 tis. Kč od Státního zemědělského intervenčního fondu v rámci Programu rozvoje venkova). Návštěvníkům rozhledna slouží od 15. května 2015.

## Výhled
Z rozhledny je vidět pouze severním směrem na město Tábor, dále na vrcholky přírodního parku Jistebnická vrchovina, obec Chotoviny s dominantním kostelem svatého Petra a Pavla. Ostatními směry není výhled přes okolní stromy možný.